# エドワード・R・プレスマン
エドワード・ランバック・プレスマン（Edward Rambac Pressman、1943年4月11日 - 2023年1月17日）は、アメリカ合衆国の映画プロデューサーである。 
ニューヨークのユダヤ人の家系に生まれ、両親はプレスマン・トイ・コーポレーションの設立者であるリン&ジャック・プレスマンである。

## 主なフィルモグラフィ
- 終りなき戦いの詩 The Revolutionary（1970年）製作
- 悪魔のシスター Sisters（1972年）製作
- 地獄の逃避行 Badlands（1973年）製作総指揮
- ファントム・オブ・パラダイス Phantom of the Paradise（1974年）製作
- Heart Beat（1980年）製作
- キラーハンド The Hand（1981年）製作
- コナン・ザ・グレート Conan the Barbarian（1982年）製作総指揮
- キング・オブ・デストロイヤー/コナンPART2 Conan the Destroyer（1984年）製作
- XYZマーダーズ Crimewave（1985年）製作 ※俳優としてトレンド役も担当
- チェリー2000 Cherry 2000（1986年）製作
- マスターズ/超空の覇者 Masters of the Universe（1987年）製作総指揮
- グッドモーニング・バビロン! Good Morning, Babylon（1987年）製作総指揮
- ウォール街 Wall Street（1987年）製作
- ウォーカー Walker（1987年）製作総指揮
- トーク・レディオ Talk Radio（1988年）製作
- ブルースチール Blue Steel（1990年）製作
- 運命の逆転 Reversal of Fortune（1990年）製作
- イヤー・オブ・ザ・ガン Year of the Gun（1991年）製作
- アイアン・メイズ/ピッツバーグの幻想 Iron Maze（1991年）製作総指揮
- 殺人課 Homicide（1991年）製作総指揮
- ホッファ Hoffa（1992年）製作
- バッド・ルーテナント/刑事とドラッグとキリスト Bad Lieutenant（1992年）製作
- クロウ/飛翔伝説 The Crow（1994年）製作総指揮
- ストリートファイター Street Fighter（1994年）製作
- ジャッジ・ドレッド Judge Dredd（1995年）製作総指揮
- 訣別の街 City Hall（1996年）製作
- D.N.A./ドクター・モローの島 The Iceland of Dr.Moreau（1996年）製作総指揮
- アメリカン・サイコ American Psycho（2000年）製作
- パーティ★モンスター Party Monster（2003年）製作総指揮
- Owning Mahowny（2003年）製作総指揮
- The Cooler（2003年）製作総指揮
- The Beautiful Country（2004年）製作
- キング 罪の王 The King（2005年）製作総指揮
- サンキュー・スモーキング Thank You for Smoking（2005年）製作総指揮
- シスターズ Sisters（2006年）製作
- 毛皮のエロス/ダイアン・アーバス 幻想のポートレイト Fur: An Imaginary Portrait of Diane Arbus（2006年）製作総指揮
- ミュータント・クロニクルズ Mutant Chronicles（2008年）製作
- バッド・ルーテナント Bad Lieutenant（2009年）製作
- ウォール・ストリート Wall Street: Money Never Sleeps（2010年）製作